# Ванни, Джованни Баттиста
Джованни Баттиста Ванни (итал. Giovanni Battista Vanni; 1599, Пиза или Флоренция — 27 июля 1660, Флоренция) — итальянский живописец и гравёр периода барокко.

## Биография
Он был родом из Пизы или Флоренции (судя по его надгробной надписи, где есть слова Civis flor). С юности пристрастился к музыке, а затем — живописи, гравированию и архитектуре. Для совершенствования своих способностей отправился в Рим. Учился сначала у Якопо да Эмполи, затем у Аурелио Ломи и Маттео Росселли, потом шесть лет был помощником в мастерских Кристофано Аллори и Джулио Париджи. С 1624 по 1632 Ванни жил в Риме, а затем посетил Венецию и вернулся во Флоренцию.
Более известен как гравёр, чем как живописец. В 1642 году он награвировал серию из пятнадцати офортов с фрески Корреджо в куполе Кафедрального собора в Парме, на которой изображено Вознесение Девы Марии (Между 1526 и 1530). Он также сделал гравюру по картине Паоло Веронезе «Брак в Кане». Среди его живописных произведений — «Триумф Давида» (ныне во дворце Альберти в Прато), «Благовещение» для церкви Сан-Франческо-ди-Паола во Флоренции и «Исцеление Святого Себастьяна у ног Девы Марии» для церкви Сан-Джованни-деи-Фиорентини в Риме. Он написал фреску «Пир в доме Симона фарисея» для трапезной, пристроенной к церкви Санта-Мария-дель-Кармине во Флоренции.
Около 1660 года по распоряжению аббата Ипполито Браччолини Джованни Баттиста Ванни был призван расписать фресками клуатр оливетского монастыря Сан-Бенедетто в Пистойе. Произведение состоит из двенадцати люнетов, которые иллюстрируют истории рыцарей ордена Святого Бенедикта. Это последняя работа флорентийского художника, которого поразила болезнь, приведшая к его смерти во время сильнейшей лихорадки 27 июля 1660 года.

## Галерея

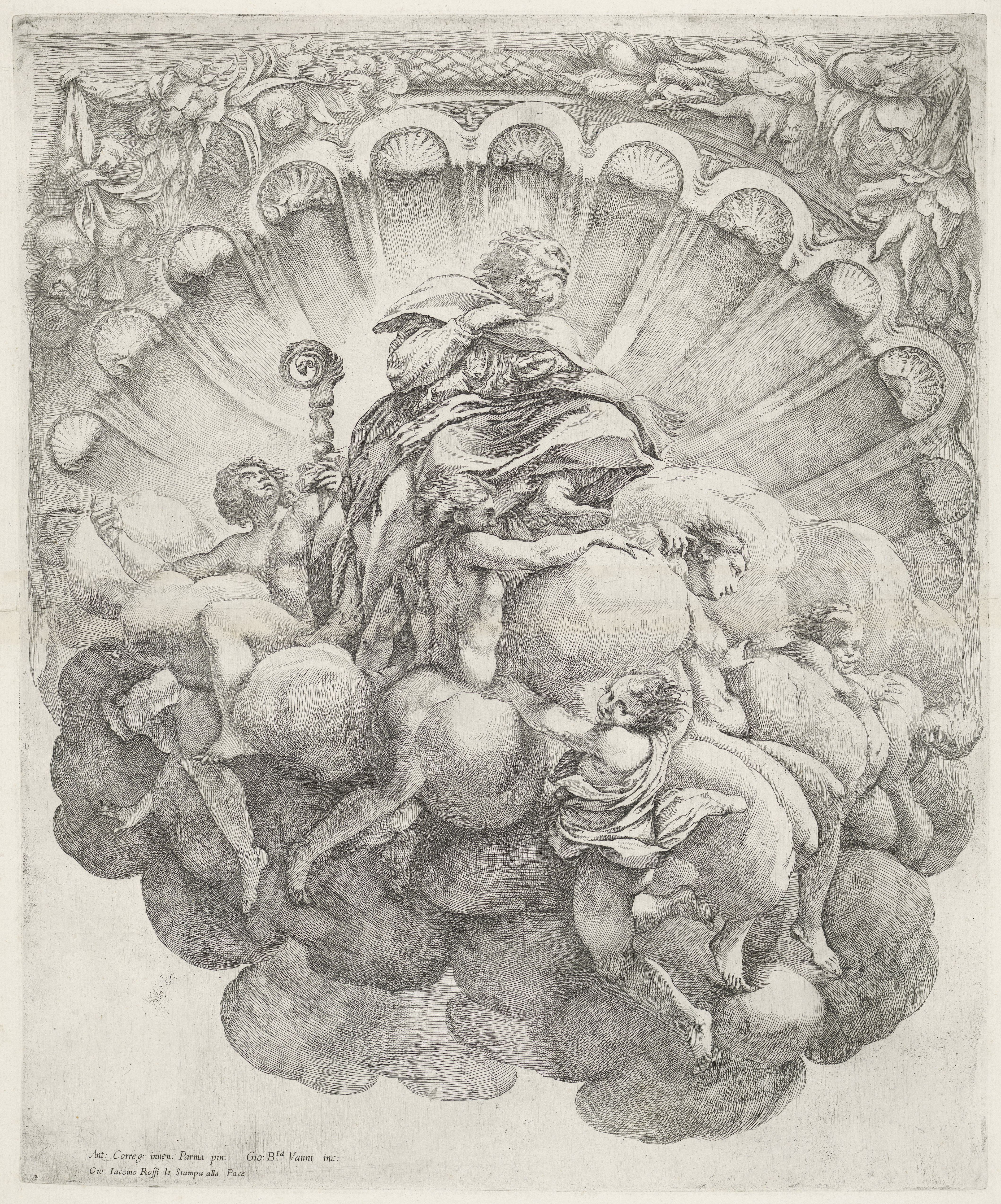
Епископ, окружённый семью ангелами. Деталь фрески Корреджо «Вознесение Девы Марии» в куполе Кафедрального собора в Парме. Между 1609 и 1660. Офорт
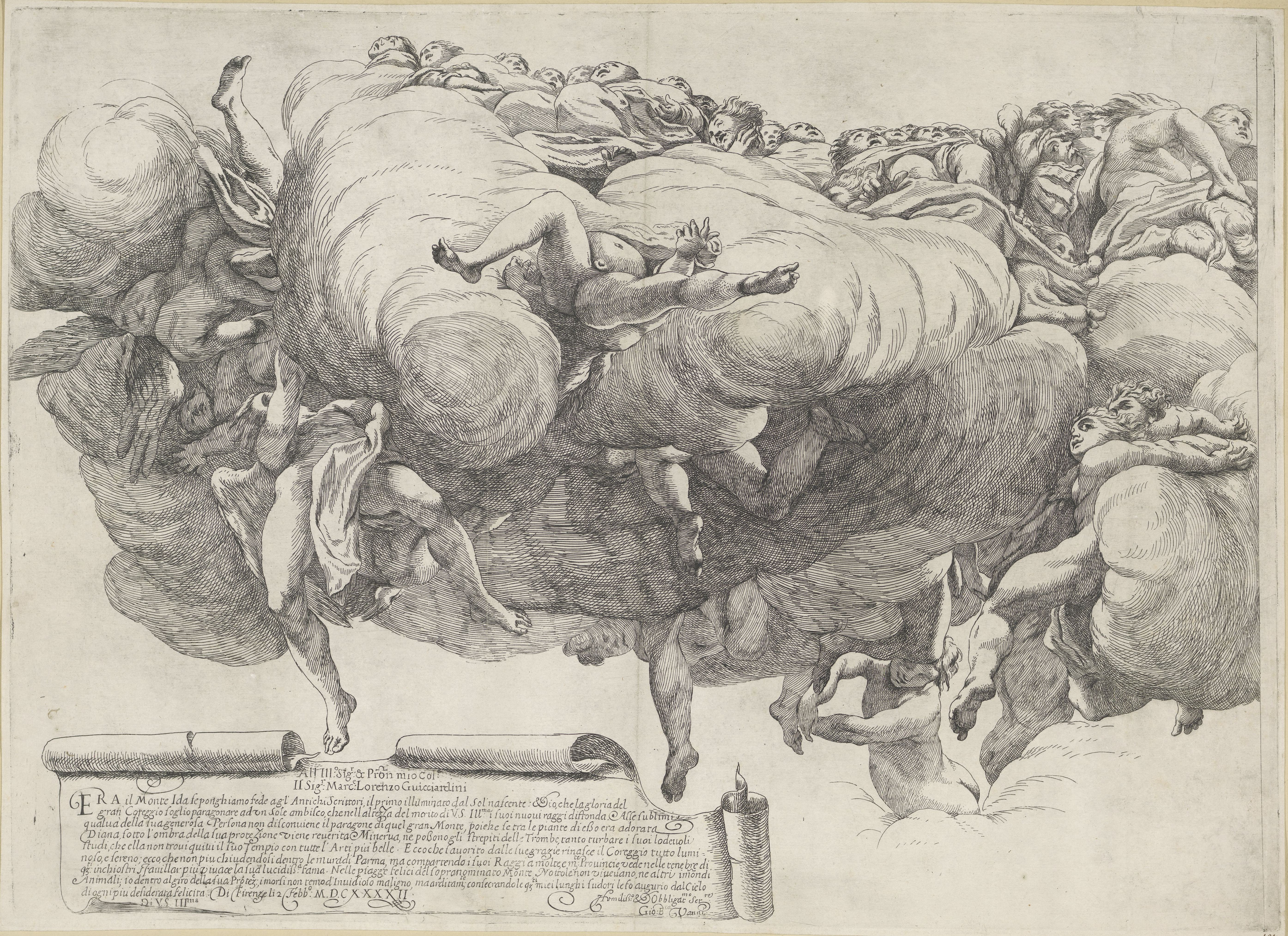
Деталь росписи Корреджо «Вознесение Девы Марии». 1642. Офорт
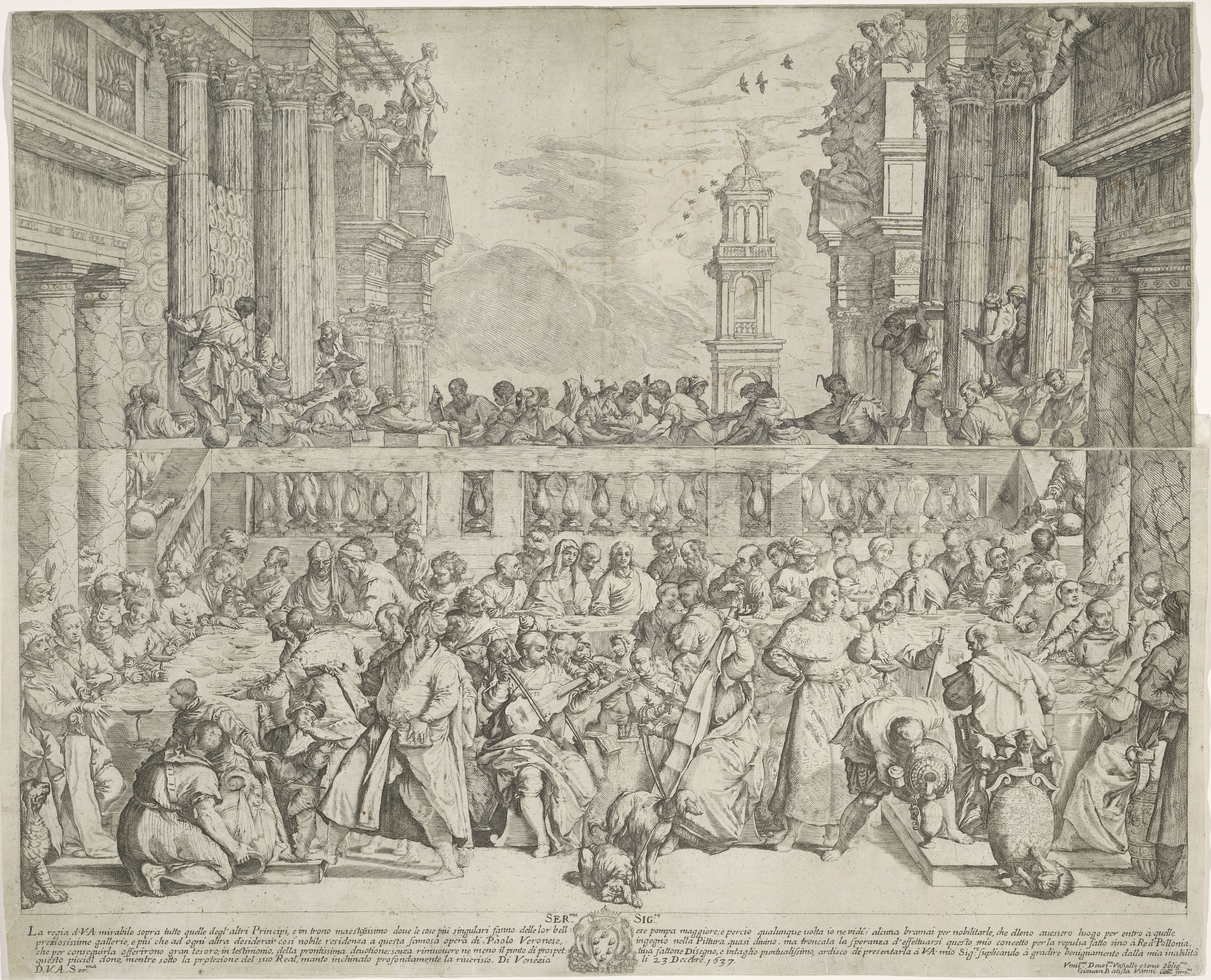
Офорт по картине Паоло Веронезе «Брак в Кане галилейской». 1637
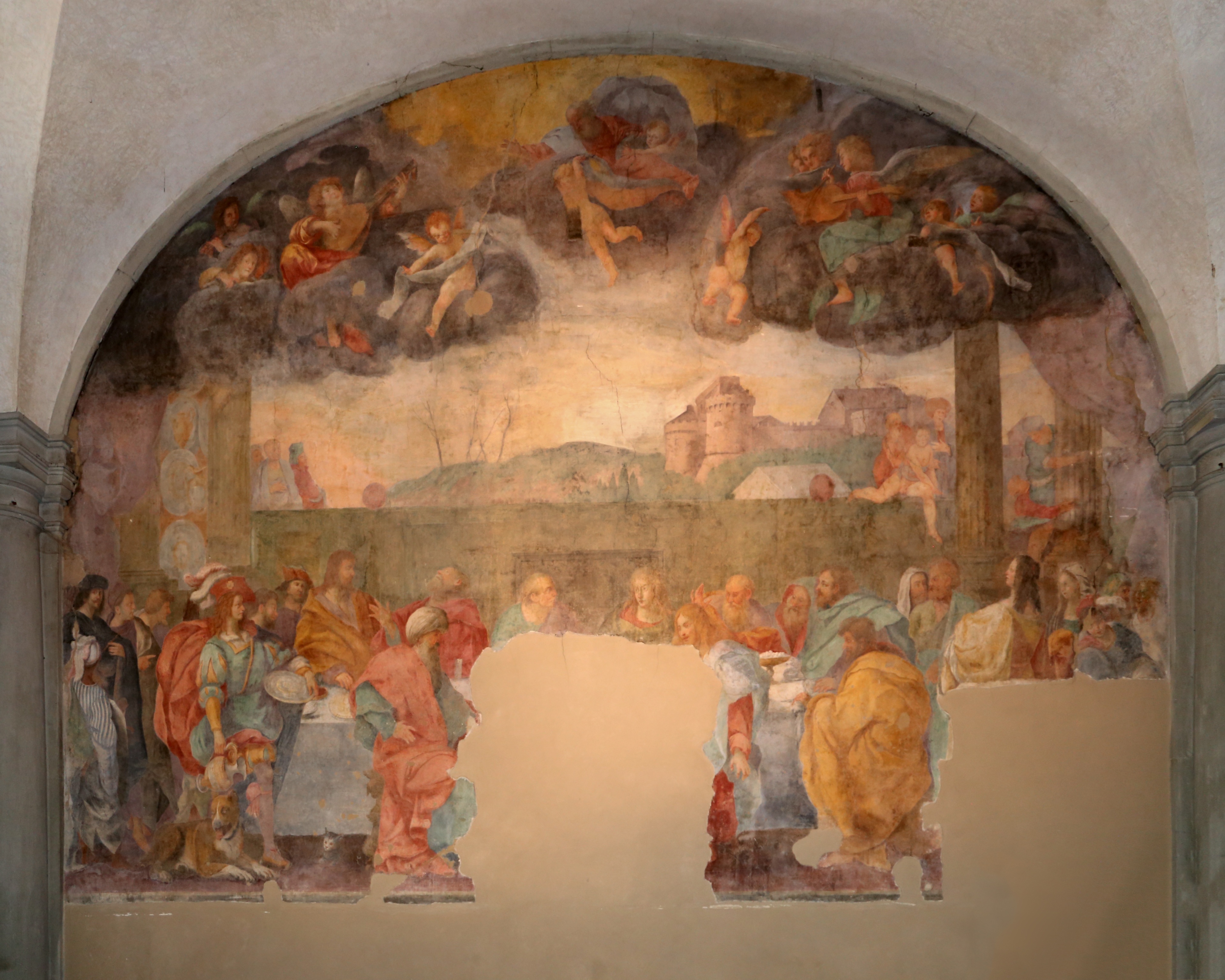
Пир в доме Симона фарисея. 1645. Фреска. Трапезная церкви Санта-Мария-дель-Кармине во Флоренции («Зал Ванни»)
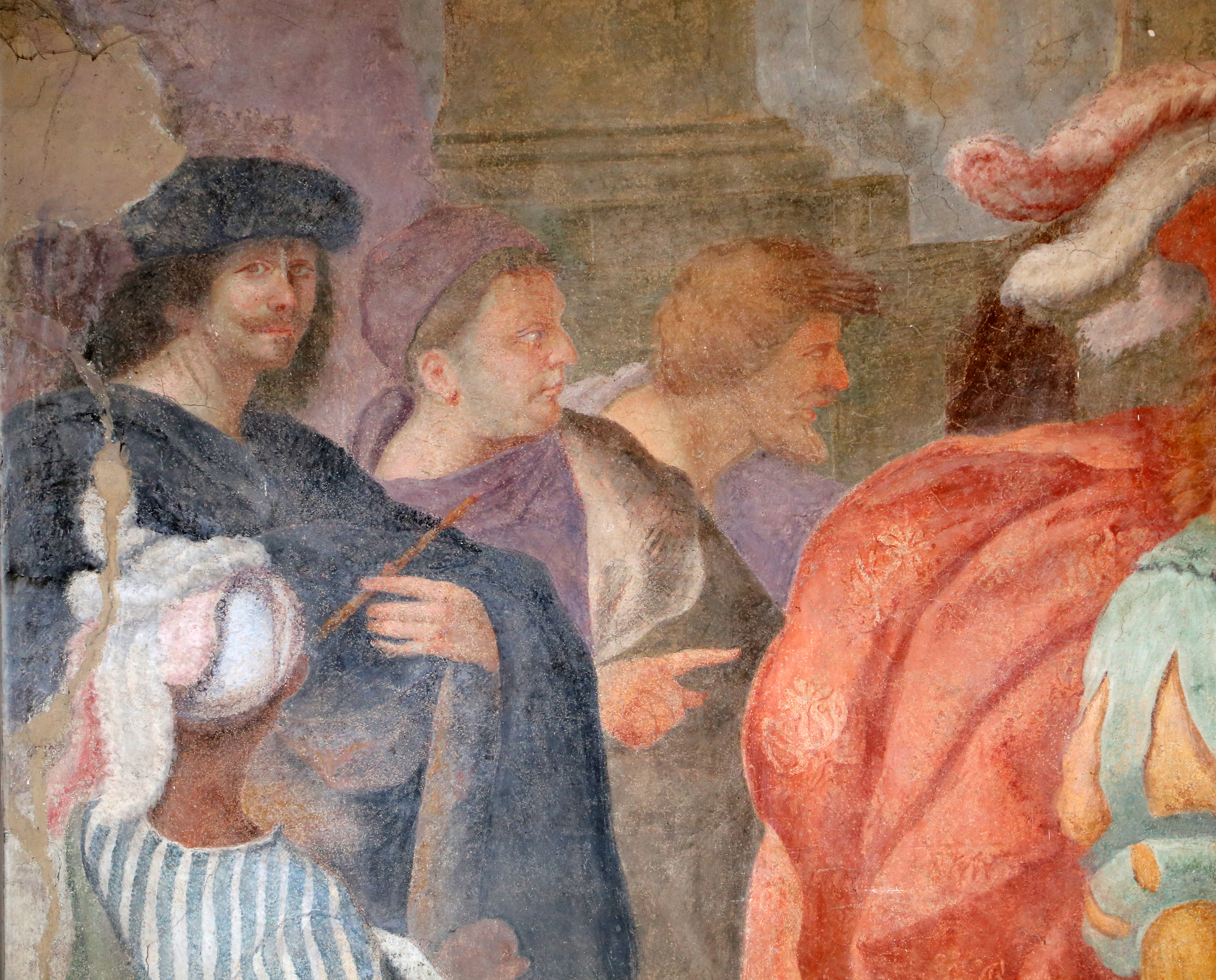
Деталь фрески с возможным автопортретом
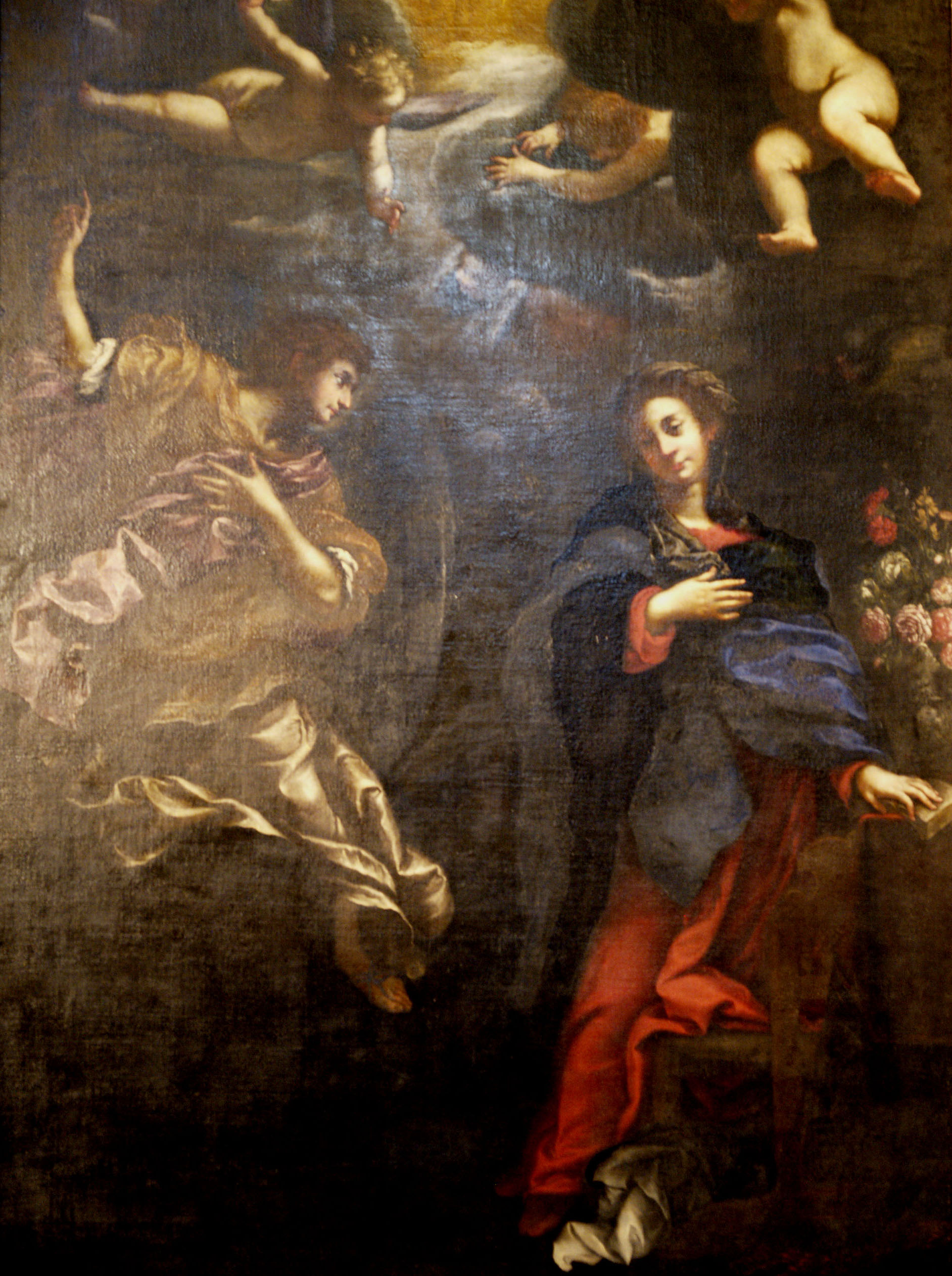
Благовещение. Ок. 1650. Холст, масло. Церковь Сан-Франческо-ди-Паола, Флоренция
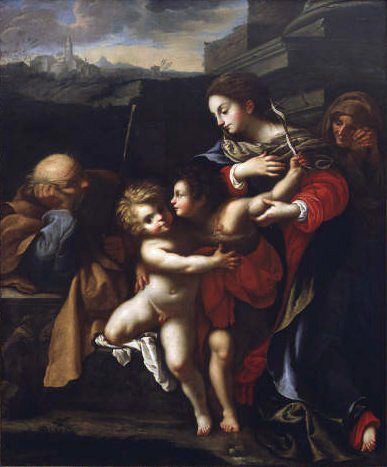
Святое семейство с младенцем Иоанном Крестителем. 1640-е. Холст, масло. Музей искусств Палмера, Пенсильвания, США